# Christabel Bielenberg

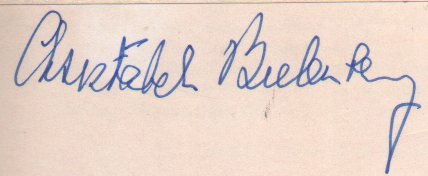
Christabel Bielenbergs namnteckning.

Christabel Bielenberg, född 18 juni 1909 i London, död 2 november 2003 i Tullow, var en brittisk författare. Hon var gift med den tyske advokaten Peter Bielenberg och tillbringade krigsåren 1939–1945 i Tyskland. Sina erfarenheter av andra världskrigets Tyskland redogör hon för i The Past is Myself och The Road Ahead. Christabel Bielenbergs levnadsöde skildras i TV-serien Christabel med Elizabeth Hurley i titelrollen.

### Webbkällor
- ”Christabel Bielenberg” (på engelska). The Telegraph. 4 november 2003. Arkiverad från originalet den 31 maj 2013. https://www.webcitation.org/6H1mEjWrO?url=http://www.telegraph.co.uk/news/obituaries/1445835/Christabel-Bielenberg.html. Läst 31 maj 2013.